# Stronghold Crusader II
Stronghold Crusader II is een real-time strategy ontwikkeld en uitgegeven door Firefly Studios. Het spel kwam op 23 september 2014 uit voor Microsoft Windows. Stronghold Crusader II is het vervolg op Stronghold Crusader uit 2002 en het zevende spel in de Stronghold-serie.

## Gameplay
Stronghold Crusader II is een stedenbouwsimulatie met elementen van een real-time strategy. In tegenstelling tot zijn voorganger speelt het spel in een driedimensionale spelwereld. Nieuw in de serie is een co-op-modus waarin twee spelers hetzelfde kasteel kunnen besturen.

## Ontvangst
| Recensiescore       | Recensiescore |
| Recensieverzamelaar | Score         |
| ------------------- | ------------- |
| GameRankings        | 73%           |
| Metacritic          | 69/100        |
| Publicist           | Score         |
| Gamer.nl            | 6/10          |
| GameSpot            | 6/10          |
| PC Gamer (VK)       | 64/100        |
| XGN                 | 6/10          |

Stronghold Crusader II is matig tot redelijk ontvangen door recensenten. Zo heeft het spel een gemiddelde score van een 7,3 en een 6,9 van respectievelijk de recensieverzamelaars GameRankings en Metacritic. Recensent Johan van den Beld, van XGN.nl, had kritiek op de graphics het spel en veroordeelde het gebrek aan vernieuwing ten opzichte van Stronghold Crusader. Daarnaast meldt hij echter ook dat het spel een goede combinatie van real-time strategy en een castlebuilder is. Jeremy Signor van GameSpot prijst de goed gebalanceerde eenheden, die naar zijn mening echter weinig variatie en creativiteit hebben. Beide recensenten gaven het spel uiteindelijke een 6. Het spel kreeg van Gamer.nl een 6, waarna de recensent aangaf dat het spel niet helemaal af lijkt te zijn.